# Grosseto (província)
A província de Grosseto é uma província italiana da região da Toscana com cerca de 227 498 habitantes, densidade de 34 hab/km². Está dividida em 28 comunas, sendo a capital Grosseto.
Faz fronteira a norte com a província de Livorno, a oeste com o Mar Tirreno, a nordeste com a província de Siena, e a sudeste com a província de Viterbo (Lácio).